# Посессионное право
Посессионное право (лат. possessio — владение) — один из видов имущественного права в Российской империи XVIII—XIX столетий. Заключалось в передаче промышленникам и предпринимателям недворянского происхождения крестьян и земли в целях развития фабричного производства.

## История
Указом Петра I 1721 года было разрешено дворянам и купцам-фабрикантам покупать деревни к мануфактурам. Купленные к мануфактуре с деревней крестьяне считались не собственностью владельцев фабрики, а как бы живым инвентарём, живой рабочей силой самих фабрик, прикреплялись к этим фабрикам и заводам, так что владелец мануфактуры не мог ни продавать, ни закладывать крестьян отдельно от фабрики. Одновременно этим решалась проблема использования труда крепостных заводовладельцами недворянского происхождения, так как формально правом покупать и владеть крепостными пользовались только дворяне.
В состав посессионных крестьян входили и купленные к фабрикам крестьяне, «вечноотданные» по указу 7 января 1736 года, казённые мастеровые. Эти крестьяне относились к категории «заводских людей», а к XIX веку получили название посессионных. Само же понятие «посессия» впервые применяется лишь в указе Павла I от 11 августа 1797 года. Заводы, пользовавшиеся казёнными ресурсами, также назывались посессионными.
Постепенная ликвидация его началась в 1840 году, после принятия закона, разрешавшего освобождать посессионных крестьян. Окончательно упразднено при отмене крепостного права, указами от 16 марта 1861 года и 27 мая 1863 года. Однако остаточно посессионное право (на владение землёй) в некоторых районах сохранялось вплоть до 1917 года.

## Значение
Посессионное право сыграло значительную роль в становлении и развитии промышленного производства в России на его начальном этапе, в условиях крепостничества.